# Xã Scott, Quận Wayne, Pennsylvania
Xã Scott (tiếng Anh: Scott Township) là một xã thuộc quận Wayne, tiểu bang Pennsylvania, Hoa Kỳ. Năm 2010, dân số của xã này là 593 người.